# Nana Mizuki
Nana Mizuki (水樹 奈々, Mizuki Nana, Ehime, 21 januari 1980) is een Japans seiyu-, J-pop-zangeres en tekstschrijfster. Haar geboortenaam is Nana Kondō (近藤 奈々, Kondō Nana).

## Carrière
Nana Mizuki bracht 41 singles uit, waarvan haar 21e single, "PHANTOM MINDS", op nummer 1 in de Japanse hitlijst Oricon kwam te staan. Haar zevende album, "ULTIMATE DIAMOND", bereikte eveneens de eerste plaats in deze hitlijst. Haar nieuwe digitale single “Red Breeze” wordt uitgebracht op verschillende streaming services op 16 december 2021.

## Noemenswaardige rollen

### Televisie (anime)
hoofdrollen zijn vetgedrukt
| 1998 | - Flint the Time Detective als Yamato Sora |
| 1999 | - Shin Hakkenden als Saya |
| 2000 | - Love Hina als Nyamo Namo |
| 2001 | - Sister Princess als Aria - Shaman King als Tamao Tamamura, Kororo - Mamimume Mogacho als Mako-chan - Detective Conan als "Bones" winkelbediende (ep 242) |
| 2002 | - Sister Princess: Re Pure als Aria - Seven of Seven als Nana Suzuki - Gravion als Marinia - Naruto als Hinata Hyuga - Happy Lesson als Minazuki Rokumatsuri - Princess Tutu als Rue Kuroha / Prinses Kraehe - Tenchi Muyo! GXP als Neju Na Melmas - Samurai Deeper Kyo als Mika |
| 2003 | - F-Zero GP Legend als Lucy Liberty - Gravion Zwei als Marinia - Fullmetal Alchemist als Wrath - Happy Lesson Advance as Minazuki Rokumatsuri - Bottle Fairy als Kururu - Beast Fighter the Apocalypse als Ayaka Sanders |
| 2004 | - Magical Girl Lyrical Nanoha als Fate Testarossa - Tactics (manga)\|Tactics als Suzu Edogawa - Ninin Ga Shinobuden/2x2=Shinobuden als Shinobu - Ichigo 100%/Ichigo 100% Special als Yui Minamito - Ragnarok The Animation als Yufa - Pokémon: Advanced Generation als Powarun (ep 83) - Paranoia Agen als Taeko Hirukawa (ep 6) |
| 2005 | - Magical Girl Lyrical Nanoha A's als Fate Testarossa; Alicia Testarossa - Jigoku Shōjo als Tsugumi Shibata - Ichigo 100% als Yui Minamito - Basilisk als Oboro - Magical Canan als Sayaka Mizushiro - Elemental Gelade als Cisqua - Guyver: The Bioboosted Armor als Mizuki Segawa - Koi Koi Seven als Yayoi Asuka (Celonius 28) - Canvas 2: Niji Iro no Sketch als Ruriko Misono (ep 8) - Yakitate!! Japan als Sophie Balzac Kirisaki (ep 30, 31) |
| 2006 | - Tsuyokiss Cool×Sweet als Sunao Konoe - Witchblade als Maria - Simoun als Morinas - Kiba als Roya - Jyu Oh Sei als Tiz - Yoshinaga-san Chi no Gargoyle als Lili - Inukami! als Kei Shindou (ep 12 & 13) - Kagihime Monogatari Eikyū Alice Rondo als Akane Akatsuki (ep 4) - Majime ni Fumajime: Kaiketsu Zorori als Maruchiinu |
| 2007 | - Magical Girl Lyrical Nanoha Strikers als Fate Testarossa/Fate T.Harlaown - Mokke als Mizuki Hibara - Minami-ke als Tōma Minami - Darker than Black als Misaki Kirihara - MapleStory als Krone - Ayakashi als Eimu Yoake - Shugo Chara! als Utau Hoshina / Utau Tsukiyomi - Shining Tears X Wind as Kanon Seena - Shinkyoku Sōkai Polyphonica als Yugiri Perserte - Naruto: Shippūden als Hinata Hyuga - Dragonaut - The Resonance als Sieglinde Baumgard - Engage Planet Kiss Dum als Yuno Rukina - Claymore als Riful - Jigoku Shōjo Futakomori als Tsugumi Shibata (ep 24) |
| 2008 | - Rosario + Vampire als Moka Akashiya - Minami-ke: Okawari als Tōma Minami - Allison & Lillia als Allison Whittington; Lillia Whittington-Schultz - Itazura na Kiss als Kotoko Aihara (Irie) - Hakushaku to Yōsei als Lydia Carlton - Shugo Chara!! Doki— als Utau Hoshina - Rosario + Vampire Capu2 als Moka Akashiya - Kyōran Kazoku Nikki als Oasis (ep 22) - Jigoku Shōjo Mitsuganae als Tsugumi Shibata - Junjo Romantica: Pure Romance als Kaoruko Usami (ep 22) |
| 2009 | - White Album als Rina Ogata - Minami-ke: Okaeri als Tōma Minami - Rideback als Rin Ogata - Shinkyoku Sōkai Polyphonica Crimson S als Yugiri Perserte - Fullmetal Alchemist: Brotherhood als Lan Fan - Tegami Bachi als Sylvette Suede - Darker Than Black: Ryūsei no Gemini als Misaki Kirihara - Kämpfer als Kanden Yamaneko - Shugo Chara!!! Dokki Doki als Utau Hoshina - Aoi Bungaku Series als Akiko (ep 5-6) |
| 2010 | - HeartCatch PreCure! als Tsubomi Hanasaki / Cure Blossom - Kuroshitsuji II als Alois Trancy - Tegami Bachi: Reverse als Sylvette Suede |
| 2011 | - Hourou Musuko als Nitori Maho - Dog Days als Ricotta Elmar - Toriko als Tina - Blood-C als Saya Kisaragi |
| 2012 | - Senki Zesshō Symphogear als Tsubasa Kazanari - Naruto SD: Rock Lee & His Ninja Pals als Hinata Hyūga - Jinrui wa Suitaishimashita als Pion - Dog Days' als Ricotta Elmar, Nanami Takatsuki - Blast of Tempest als Evangeline Yamamoto - Magi: The Labyrinth of Magic als Ren Hakuei - Medaka Box Abnormal als Ajimu Najimi |
| 2013 | - Minami-ke Tadaima als Tōma Minami - Valvrave the Liberator als Kriemhild (Twee Seizoenen) - Senki Zesshō Symphogear G als Tsubasa Kazanari - Magi: The Kingdom of Magic als Ren Hakuei |
| 2014 | - Nobunaga Concerto als Kichō - Cross Ange als Angelise Ikaruga Misurugi |
| 2015 | - Dog Days' als Ricotta Elmar, Nanami Takatsuki - Magical Girl Lyrical Nanoha ViVid als Fate Testarossa - Gunslinger Stratos als Kumi Minakata - Blood Blockade Battlefront als Michella Watch - Ushio and Tora als Hinowa Sekimori (Twee seizoenen) - Senki Zesshō Symphogear GX als Tsubasa Kazanari - Junjou Romantica als Kaoruko Usami (Derde seizoen) - Nanatsu no Taizai als Margaret Lyonesse |
| 2016 | - Snow White with the Red Hair als Torou (Twee seizoenen) - Rage of Bahamut: Manaria Friends als Hanna - Kono Bijutsubu ni wa Mondai ga Aru! als Yumeko Tachibana - WWW.Working!! als Kisaki Kondou vervangen Risa Taneda - Monster Hunter Stories: Ride On als Simone' - Idol Memories als Shouko Shirayuki (anime/live-action hybride) |
| 2017 | - Boruto: Naruto Next Generations als Hinata Hyuuga - Gin no Guardian als Phoebe - Senki Zesshō Symphogear AXZ als Tsubasa Kazanari |

### OVA (anime)
| 2001 | - Happy Lesson\|Happy Lesson OVA als Minazuki Rokumatsuri - Love Hina Spring Special als Nyamo Namo - Memories Off 2nd als Hotaru Shirakawa                                                                    |
| 2002 | - Generation of Chaos Next als Roji |
| 2003 | - Memories Off 2nd Special: Nocturne als Hotaru Shirakawa |
| 2004 | - Happy Lesson The Final als Minazuki Rokumatsuri - Hourglass of Summer als Kaho Serizawa - Memories Off 3.5 als Hotaru Shirakawa - King of Bandit Jing in Seventh Heaven als Casus (ep 2)                     |
| 2005 | - Ichigo 100% OVA als Yui Minamito - Fighting Fantasy Girl Rescue Me! Mave-chan als Mave-chan |
| 2006 | - Baldr Force EXE Resolution als Ryang - Fullmetal Alchemist: Premium Collection als Wrath - Fullmetal Alchemist: Seven Homunculi vs State Alchemist als Wrath                                                 |
| 2007 | - Tales of Symphonia: The Animation als Colette Brunel - Tokyo Marble Chocolate als Chizuru |
| 2009 | - Saint Seiya: The Lost Canvas als Pandora - Shoujo Fight: Norainu-tachi no Odekake als Neri Ooishi - Minami-ke: Betsubara als Tōma Minami                                                                     |
| 2010 | - Tales of Symphonia: Tethe'alla Hen als Colette Brunel |
| 2011 | - Kämpfer für die Liebe als Kanden Yamaneko - Saint Seiya: The Lost Canvas - Meiō Shinwa 2 als Pandora - Supernatural: The Animation als Meg Masters - Tales of Symphonia: The United World als Colette Brunel |
| 2012 | - Minami-ke Omatase als Tōma Minami |
| 2014 | - Terra Formars als Maria Viren |
| 2015 | - Blood Blockade Battlefront als Michella Watch |
| 2016 | - The Day Naruto Became Hokage als Hinata Hyuga - Persona 5: The Day Breakers als Ann Takamaki |

### Film (anime)
| 2002 | - Welcome to Pia Carrot: Sayaka no Koi-monogatari als Noriko Shima |
| 2004 | - Naruto the Movie: Konoha Sports Festival als Hinata Hyuga - Pokémon: Destiny Deoxys als Audrey |
| 2005 | - Fullmetal Alchemist the Movie: Conqueror of Shamballa als Wrath |
| 2007 | - Naruto: Shippūden the Movie als Hinata Hyuga - Jojo's Bizarre Adventure: Phantom Blood als Erina Pendleton |
| 2008 | - Kara no Kyōkai: The Garden of Sinners als Misaya Ōji - Naruto Shippūden 2: Bonds als Hinata Hyuga |
| 2009 | - Keroro Gunso the Super Movie 4: Gekishin Dragon Warriors als Sion - Detective Conan: The Raven Chaser als Reporter Yoshii - Professor Layton and the Eternal Diva als Jenice Kaitly - Naruto Shippūden 3: Inheritors of the Will of Fire als Hinata Hyuga |
| 2010 | - Bungaku Shōjo als Nanase Kotobuki - Magical Girl Lyrical Nanoha The Movie 1st als Fate Testarossa - Pretty Cure All Stars DX2: Light of Hope - Protect the Rainbow Jewel! als Tsubomi Hanasaki / Cure Blossom - Fashion Show in the Flower Capital... Really?! als Tsubomi Hanasaki / Cure Blossom |
| 2011 | - Tezuka Osamu no Buddha -Akai Sabaku yo! Utsukushiku- als Migaila - Pretty Cure All Stars DX3: Deliver the Future! The Rainbow~Colored Flower That Connects the World! als Tsubomi Hanasaki / Cure Blossom - Pocket Monsters Best Wishes! The Movie: Victini and the Black Hero: Zekrom als Victini - Pocket Monsters Best Wishes! The Movie: Victini and the White Hero: Reshiram als Victini                                           |
| 2012 | - Magic Tree House als Mother - Pretty Cure All Stars New Stage: Friends of the Future als Tsubomi Hanasaki / Cure Blossom - Blood-C: The Last Dark als Saya Kisaragi - Magical Girl Lyrical Nanoha The Movie 2nd A's als Fate Testarossa, Alicia Testarossa - Naruto the Movie: Road to Ninja als Hinata Hyūga - Doraemon: Nobita and the Island of Miracles ~Animal Adventure~ als Koron - Fuse Teppō Musume no Torimonochō als Itezuru |
| 2013 | - Pretty Cure All Stars New Stage 2: Friends of the Heart als Tsubomi Hanasaki / Cure Blossom - Toriko Movie: Bishokushin no Special Menu als Tina - Kaiketsu Zorori Mamoru ze! Kyōryū no Tamago als Dina |
| 2014 | - Buddha 2: Tezuka Osamu no Buddha ~Owarinaki Tabi~' als Migaila - Tiger & Bunny: The Rising als Kasha Graham - The Last: Naruto the Movie als Hinata Hyūga - Pretty Cure All Stars New Stage 3: Eternal Friends als Tsubomi Hanasaki / Cure Blossom |
| 2015 | - Boruto: Naruto the Movie als Hinata Hyūga |
| 2016 | - Rudolf the Black Cat als Misha - Monster Strike als Arthur |
| 2017 | - Magical Girl Lyrical Nanoha Reflection als Fate Testarossa |

## Discografie (als zangeres)

### Singles
Tsugazakura (uitgegeven onder haar eigen naam Nana Kondo)
1. Omoi (2000)
2. Heaven Knows (2001)
3. The place of happiness (2001)
4. LOVE&HISTORY (2002)
5. POWER GATE (2002)
6. suddenly ~Meguriaete~ / Brilliant Star (2002)
7. New Sensation (2003)
8. still in the groove (2003)
9. Panorama (2004)
10. innocent starter (2004)
11. WILD EYES (2005)
12. ETERNAL BLAZE (2005)
13. SUPER GENERATION (2006)
14. Justice to Believe / Aoi Iro (2006)
15. SECRET AMBITION (2007)
16. MASSIVE WONDERS (2007)
17. STARCAMP EP (2008)
18. Trickster (2008)
19. Shin' Ai (2009)
20. Mugen(2009)
21. PHANTOM MINDS (2010)
22. Silent Bible (2010)
23. SCARLET KNIGHT (2011)
24. POP MASTER (2011)
25. Junketsu Paradox (2011)
26. Synchrogazer (2012)
27. TIME SPACE EP (2012)
28. BRIGHT STREAM (2012)
29. Vitalization (2013)
30. Kindan No Resistance (2014)
31. Eden (2015)
32. Angel Blossom (2015)
33. Exterminate (2015)
34. Starting Now! (2016)
35. Destiny's Prelude (2017)
36. TESTAMENT (2017)
37. WONDER QUEST EP (2018)
38. NEVER SURRENDER (2018)
39. METANOIA (2019)
40. FIRE SCREAM / No Rain, No Rainbow (2020)
41. Get up! Shout! (2021)

### Albums
1. supersonic girl (2001)
2. MAGIC ATTRACTION (2002)
3. DREAM SKIPPER (2003)
4. ALIVE&KICKING (2004)
5. HYBRID UNIVERSE (2006)
6. THE MUSEUM (2007) (Best album)
7. GREAT ACTIVITY(2007)
8. ULTIMATE DIAMOND (2009)
9. IMPACT EXCITER (2010)
10. THE MUSEUM II (2011) (Best album)
11. ROCKBOUND NEIGHBORS (2012)
12. SUPERNAL LIBERTY (2014)
13. SMASHING ANTHEMS (2015)
14. NEOGENE CREATION (2016)
15. THE MUSEUM III (2018) (Best album)
16. CANNONBALL RUNNING (2019)

## Concerten

### Persoonlijke concerten
- 2000: Nana Mizuki 20th Birthday Anniversary Live
- 2001: Nana Mizuki 21 Anniversary Concert "Happy"
- 2001: Nana Mizuki X'mas Live "Supersonic Girl"
- 2003: Nana Mizuki Live Attraction
- 2003: Nana Mizuki Live Sensation Zepp Side/Hall Side
- 2003-2004: Nana Mizuki Live Skipper Countdown
- 2004: Nana Mizuki Live Spark
- 2004-2005: Nana Mizuki Live Rainbow
- 2005: Nana Mizuki Live Rocket
- 2006: Nana Mizuki Livedom -Birth-
- 2006: Nana Mizuki Live Universe
- 2007: Nana Mizuki Live Museum 2007
- 2007: Nana Summer Festa 2007
- 2007-2008: Nana Mizuki Live Formula 2007-2008
- 2008: Nana Mizuki Live Fighter 2008 Blue Side/Red Side
- 2009: Nana Mizuki Live Fever 2009
- 2009: Nana Mizuki Live Diamond 2009
- 2010: Nana Mizuki Live Academy 2010
- 2010: Nana Mizuki Live Games 2010 Red Stage/Blue Stage
- 2011: Nana Mizuki Live Grace 2011 -Orchestra-
- 2011: Nana Mizuki Live Journey 2011
- 2011: Nana Mizuki Live Castle 2011 Queen's Night/King's Night
- 2012: Nana Mizuki Live Union 2012
- 2013: Nana Mizuki Live Grace 2013 -Opus II-
- 2013: Nana Mizuki Live Circus 2013
- 2014: Nana Winter Festa 2014
- 2014: Nana Mizuki Live Flight 2014
- 2015: Nana Mizuki Live Theater 2015 -Acoustic-
- 2015: Nana Mizuki Live Adventure 2015
- 2016: Nana Mizuki Live Galaxy 2016
- 2016: Nana Mizuki Live Park 2016
- 2017: Nana Mizuki Live Zipangu 2017
- 2018: Nana Mizuki Live Gate 2018
- 2018: Nana Mizuki Live Island 2018
- 2019: Nana Mizuki Live Grace 2019 -Opus III-
- 2020: Nana Acoustic Online

### Andere concerten
- 2001: Happy Lesson Concert
- 2001: Memories Off 1st Concert
- 2003: Memories Off 2nd Concert
- 2005: Animelo Summer Live 2005
- 2006: Animelo Summer Live 2006
- 2007: Animelo Summer Live 2007
- 2008: Animelo Summer Live 2008
- 2009: Animelo Summer Live 2009
- 2010: White Album Concert
- 2010: Animelo Summer Live 2010
- 2011: Hibari 7 Days
- 2011: Animelo Summer Live 2011
- 2011: Clamp Festival 2011 Tokyo
- 2012: Heian Jingu Hounou Kouen ~Sougetsu No Utage~
- 2012: Symphogear Live 2012
- 2013: Animelo Summer Live 2013
- 2013: Inazuma Rock Fest 2013
- 2013: Anime Festival Asia 2013
- 2013: Symphogear Live 2013
- 2014: Gold Disc Festival
- 2014: Animelo Summer Live 2014
- 2015: King Super Live 2015
- 2015: Aquaplus 20th Anniversary Live
- 2016: Symphogear Live 2016 (Nog niet gehouden)
- 2016: Super Robot Wars Hagane no Kanshasai 2016
- 2016: MBS presents "Watashi dake no Dorikamu – The Live in Banpaku Koen"
- 2016: MTV Unplugged: Nana Mizuki
- 2017: Izumo Taisha Go Hounou Kouen ~Tsuki Hana no Utage~
- 2017: Suga Shikao 20th Anniversary "Suga Fes! ~Miracle Festival Once in 20 Years~"
- 2017: T.M.R. Live Revolution'17 -20th Anniversary Final-
- 2017: Animelo Summer Live 2017